# Batalla de Cos
La batalla de Cos fue una batalla naval que tuvo lugar entre las armadas macedonia y egipcia.
La fecha de la batalla es incierta, aunque está dentro del período 262-255 a. C. Hammond da la fecha tardía de 255 a. C.
Finalmente, Antígono II Gónatas y sus tropas se impusieron a Ptolomeo II, suceso pese al cual no se vio afectada la superioridad naval egipcia. 
Después de la batalla, Antígono dedicó su buque insignia a Apolo.
Es posible que esta victoria sea la conmemorada con la Niké o Victoria alada de Samotracia.